# مارخور (کرمانشاه)
مارخور یک منطقهٔ مسکونی در ایران است که در دهستان جلال‌وند واقع شده‌است. مارخور ۷۹ نفر جمعیت دارد.